# Ispiranje pješčanih procjeđivača
Ispiranje pješčanih procjeđivača je odvajanje čestica od filtarskog sredstva tako da se voda za ispiranje potiskuje u pješčani procjeđivač u obrnutom smjeru od normalnog smjera protoka. Stvaranjem naslaga u filtarskom sredstvu smanjuje se brzina protjecanja tekućine kroz filtarsko sredstvo, te povećava koncentracija čestica u filtratu, odnosno dolazi do “filtarskog proboja”, što može biti iznimno opasno za ionske izmjenjivače koji su često uključeni u daljnji procesni tok. Kako bi se izbjegla potencijalna opasnost onečišćenja ionskih masa u daljnjem procesnom toku, potrebno je pravodobno provesti postupak odvajanja prethodno zadržanih čestica u filtarskom sredstvu.
Ispiranje brzih procjeđivača obično traje 5 do 7 minuta. Najprije se pusti voda u trajanju 2 minute, zatim zajedno voda i zrak u trajanju od 2 do 3 minute, i na kraju, radi ispiranja, voda u trajanju od 1 do 2 min. Voda od pranja odvodi se sabirnim žlijebom i ispušta u kanalizaciju. Preljevni rub žlijeba mora biti smješten na takvoj visini iznad površine filtarskog sloja da se pijesak prilikom pranja ne može vodom za ispiranje iznijeti u žlijeb.
Radi neprekidnosti rada uređaja za pročišćavanje vode, uvijek se izvodi više filtarskih jedinica koje se peru odvojeno. Zrak za pranje osigurava se kompresorom, čiji učinak ovisi o broju sapnica na filtarskim jedinicama pri njihovom istovremenom pranju, dok je potreban tlak zraka oko 0,5 bar, mjereno od površine filtarskog sloja. Čista voda za pranje procjeđivača osigurava se u posebnoj vodospremi, odakle se pod tlakom od oko 0,5 bar (u odnosu na površinu filtarskog sloja) dovodi zasebnim cjevovodom do filtarskog bazena.
Postupak ispiranja pješčanih filtara provodi se obično svakih 12 sati. Postupak ispiranja smatra se nužnom “smetnjom” u radu sustava zbog čega ga je potrebno vremenski smanjiti. S druge strane treba poštovati i kriterij smanjivanja troškova (iskorištavane tehnologije i njezinog iskorištavanja u okviru postupka ispiranja, odnošenja filtarskog materijala) kao i kriterij statičke sigurnosti svih konstrukcijskih elemenata koji čine sustav brzih procjeđivača (filtara).

## Utjecaj na okoliš
Ispiranjem pješčanih filtara nastaje otpadna voda onečišćena suspendiranim tvarima i kemijskim spojevima koji se dodaju kao pomoćna sredstva za poboljšanu koagulaciju i flokulaciju u procesu bistrenja sirove vode. Budući da tako onečišćena voda može negativno utjecati na okoliš ako bi bila ispuštena u prirodne vodotokove, potrebno ju je na odgovarajući način obraditi i vratiti u procesni tok. Jedna od mogućnosti obrade otpadne vode nastale pranjem pješčanih filtara je ponovno taloženje zaostalih suspendiranih tvari, te obrada u flokulatoru u procesu bistrenja sirove vode.